# Командний резерв
Командний резерв або резерв фюрера (нім. Führerreserve) — резерв тимчасово безробітних офіцерів («керівників» — Führer), які чекали нового призначення, створений вищою командною ланкою вермахту під час Другої світової війни.
Верховні командування видів збройних сил, груп армій та армій мали свої командні резерви, якими вони могли розпоряджатися на власний розсуд. Особливо часто у другій половині війни у командний резерв переводилося дедалі більше офіцерів, політично непопулярних чи звинувачених у військовій некомпетентності. Члени резерву повинні були залишатися на закріпленому за ними місці служби та у розпорядженні вищого начальства, але не мали права віддавати будь-які накази. Це було рівнозначно тимчасовому виходу на пенсію із збереженням колишньої зарплати.
Тривалість переведення в командний резерв коливалася від кількох днів (Гельмут Вайдлінг), місяців (Вальтер Модель) до кількох років (Вальтер фон Браухіч), якщо приймалося рішення не продовжувати використовувати офіцера, що розглядається, але і не усувати його від служби.
Згідно Указу принців, навесні 1940 року всі принци з правлячих домів Німецької імперії були відправлені у командний резерв, а 19 травня 1943 року — у відставку.